# Любичич, Роберт
Роберт Любичич (нем. Robert Ljubičić; род. 14 июля 1999, Вена) — австрийский футболист, полузащитник клуба АЕК (Афины).

## Клубная карьера

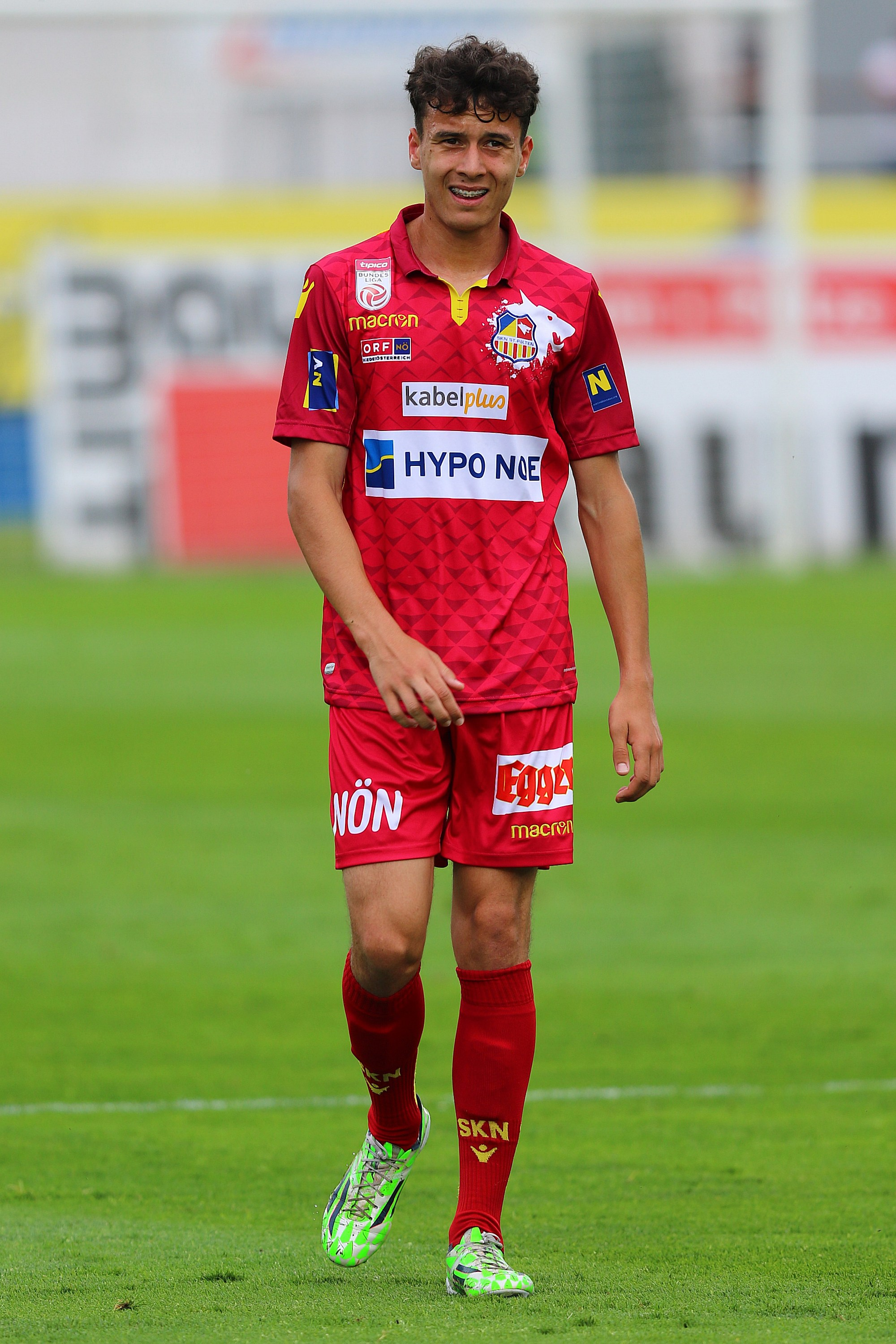
Любичич в составе «Санкт-Пёльтена»

Любичич — воспитанник клубов «Фаворитнер», венского «Рапида», «Винер Шпорт-Клуб» и «АКА Санкт-Пёльтен». В 2017 году игрок подписал контракт с командой «Санкт-Пёльтен». 12 мая 2018 года в матче против «Райндорф Альтах» он дебютировал в австрийской Бундеслиге. 20 мая в поединке против венской «Аустрии» Роберт забил свой первый гол за «Санкт-Пёльтен». Летом 2021 года Любичич вернулся в «Рапид». 22 августа в матче против «Рида» он дебютировал за новую команду. В этом же поединке Роберт забил свой первый гол за «Рапид». 9 декабря в матче Лиги Европы против бельгийского «Генка» он забил гол.
Летом 2022 года Любичич перешёл в загребское «Динамо». Сумма трансфера составила 2,5 млн евро. В матче против он дебютировал в чемпионате Хорватии. 11 октября в поединке Лиги Европы против «Ред Булл Зальцбург» Роберт забил свой первый гол за «Динамо». В составе клуба он стал чемпионом и дважды завоевал Суперкубок Хорватии.
В начале 2024 года афинский АЕК. 4 февраля в матче против «Астерас» он дебютировал в греческой Суперлиге. 18 февраля в поединке против «Кифисьи» Роберт забил свой первый гол за АЕК.

## Достижения
Клубные
 «Динамо» (Загреб)
- Победитель чемпионата Хорватии (1) — 2022/2023
- Обладатель Суперкубка Хорватии (2) — 2022, 2023